# Cliftonhill
Le Cliftonhill (parfois appelé Cliftonhill Stadium) est un stade multifonction construit en 1919 et situé à Coatbridge.
D'une capacité de 1 238 places dont 489 assises, il accueille les matches à domicile d'Albion Rovers, club écossais, membre de la Scottish Professional Football League, ainsi que des épreuves de speedway, de course de lévriers et de stock-car.

## Histoire
Cliftonhill a ouvert le 25 décembre 1919 et est depuis le stade des Albion Rovers. La tribune principale a été inaugurée un peu après cette même saison. Des travaux avec un agrandissement de la toiture ont été effectués en 1994. 
L'éclairage nocturne a été installé en octobre 1968 ce qui autorisé Cliftonhill a accueillir des épreuves se déroulant habituellement de nuit comme le speedway, les courses de lévriers et de stock-car. Les équipes de speedway des Coatbridge Monarchs (en) (1968-1969) puis des Coatbridge Tigers (en) (1973-1977) s'y sont même installés, avant de déménager dans d'autres villes.
Durant les années 1990, un projet vise à faire partager un même nouveau stade aux Albion Rovers et à leurs rivaux, géographiquement proches, d'Airdrieonians, et donc à faire quitter leurs stades historiques aux deux clubs. L'hostilité de la part des supporteurs des Albion Rovers et même généralement des habitants de la ville, a fait abandonner cette idée. 
L'éclairage a été remplacé en 1997 et provient du Cardiff Arms Park qui a été fermé avec la construction du Millennium Stadium. En 2006, l'entrée principale du stade sert de décor pour une publicité pour Flash, la dénomination anglaise de Monsieur Propre.
En 2007, Cliftonhill a été victime de plusieurs actes de vandalisme.
De 1997 à 1999, le stade a abrité les matches à domicile d'Hamilton Academical, car leur ancien stade, le Douglas Park, a été fermé en 1994 et leur nouveau, le New Douglas Park, n'a ouvert qu'en 2001. Entre-temps, ils ont donc joué au Cliftonhill et au Firhill Stadium.
Entre mai et novembre 2001, le club de Dumbarton a aussi joué à Cliftonhill, entre la fermeture de leur ancien stade, le Boghead Park, et l'ouverture de leur nouvelle enceinte, le Strathclyde Homes Stadium.

## Affluence
Le record d'affluence date du 8 février 1936 pour un match entre Albion Rovers et les Rangers, avec 27 381 spectateurs.
Depuis, la capacité du stade a été réduite pour atteindre 1 238 places dont 489 assises. 
Les moyennes de spectateurs des dernières saisons sont :
- 2014-2015 : 552 (League Two)
- 2013-2014 : 408 (League Two)
- 2012-2013 : 387 (Division Two)

## Transport
La gare la plus proche est la gare de Coatdyke (en), située à 10 minutes à pied. L'autoroute M74 passe à proximité.